# Cottobdella epshteini
Cottobdella epshteini is een ringworm uit de familie van de Piscicolidae. De wetenschappelijke naam van de soort is voor het eerst geldig gepubliceerd in 1997 door Utevsky.